# Feuerwehr Ingolstadt
Die Feuerwehr Ingolstadt mit Sitz in der Dreizehnerstraße 1 in Ingolstadt ist verantwortlich für den Brandschutz, die Technische Hilfeleistung und die Brandbekämpfung in der Stadt Ingolstadt. Sie gehört zum Amt für Brand- und Katastrophenschutz und besteht aus einer Berufsfeuerwehr (BF) sowie 16 Freiwilligen Feuerwehren (FF). Den Freiwilligen Feuerwehren sind die Jugendfeuerwehren sowie Kinderfeuerwehren angegliedert.

## Berufsfeuerwehr
Die Berufsfeuerwehr Ingolstadt wurde im Jahr 1993 gegründet und besteht im Jahr 2023 aus 150 Beamten im aktiven feuerwehrtechnischen Dienst, die die Hauptfeuerwache besetzen. In der Hauptfeuerwache in der Dreizehnerstraße befindet sich neben der BF ebenfalls der Stützpunkt der Freiwilligen Feuerwehr Ingolstadt Stadtmitte. Neben Kräften für technische Hilfe und Brandbekämpfung hält die BF Ingolstadt eine Höhenrettungsgruppe sowie eine Tauchergruppe vor. Die Alarmierung der BF sowie der FF erfolgt durch digitale Funkmeldeempfänger sowie teilweise durch Sirenen über die Integrierte Leitstelle des Zweckverbands für Rettungsdienst und Feuerwehralarmierung Region Ingolstadt.

## Freiwillige Feuerwehr
Die Freiwilligen Feuerwehren in Ingolstadt bestehen 2023 aus etwa 350 Mitgliedern in den aktiven Einsatzabteilungen. Bereits im Jahr 1860 ergingen in Ingolstadt erste Aufrufe zur Gründung einer Feuerwehr. Ein Verein wurde am 17. März 1863 unter dem Namen „Freiwillige Feuerwehr Ingolstadt“ gegründet. Dieser setzte sich aus Mitgliedern des Turnvereins 1861 zusammen. Die Gründung geschah als Antwort auf immer wiederkehrende Brände im Stadtgebiet. Die zuerst hauptsächlich aus Freiwilligen bestehende Mannschaft musste sich aufgrund der schnell wachsenden Stadt an immer neue Herausforderungen anpassen. Um dem wachsenden Aufgabenbereich gerecht zu werden, wurden bald hauptamtliche Feuerwehrkräfte eingesetzt, die eine ständig besetzte Wache garantierten.

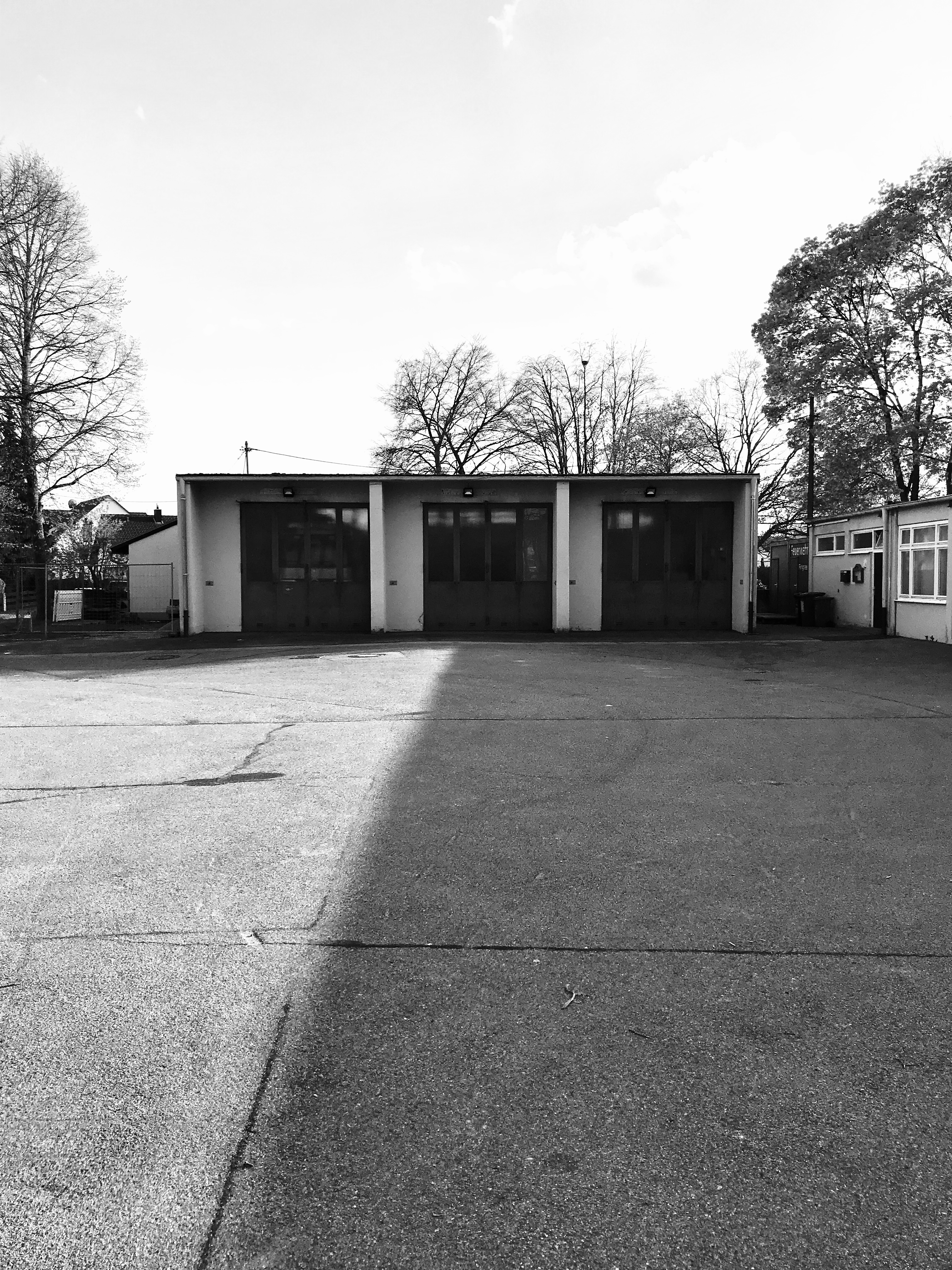
Feuerwehrhaus der Freiwilligen Feuerwehr Ringsee-Kothau

| Standort              | gegründet        | Mitglieder |
| --------------------- | ---------------- | ---------- |
| Brunnenreuth          | 1875             | 22         |
| Dünzlau               | 10. Juli 1881    | 39         |
| Etting (Ingolstadt)   | 1873             | 28         |
| Friedrichshofen       | 1868             | 23         |
| Gerolfing             | 1. Mai 1878      | 31         |
| Hagau (Ingolstadt)    | 1878             | 20         |
| Haunwöhr              | 24. Februar 1873 | 31         |
| Hundszell             | 18. Juni 1892    | 22         |
| Ingolstadt Stadtmitte | 17. März 1863    |            |
| Mailing-Feldkirchen   |                  | ca. 25     |
| Haunstadt             | 1875             | 20         |
| Ringsee-Kothau        |                  | 30         |
| Rothenturm-Niederfeld | 29. Mai 1892     | 18         |
| Stützpunkt West       | 1874             | 46         |
| Unsernherrn           | 1876             |            |
| Zuchering             | 1878             | 46         |